# Radu-Cătălin Drăguș
Radu-Cătălin Drăguș (n. 4 aprilie 1968, Iași) este un politician român, fost membru al Parlamentului României în legislatura 2004-2008, ales pe listele PD, care a devenit ulterior PDL. În cadrul activității sale parlamentare, Radu-Cătălin Drăguș a fost membru în grupurile parlamentare de prietenie cu Statul Israel, Regatul Danemarcei, Republica Belarus și Republica Turkmenistan. 